# Księstwo cieszyńskie

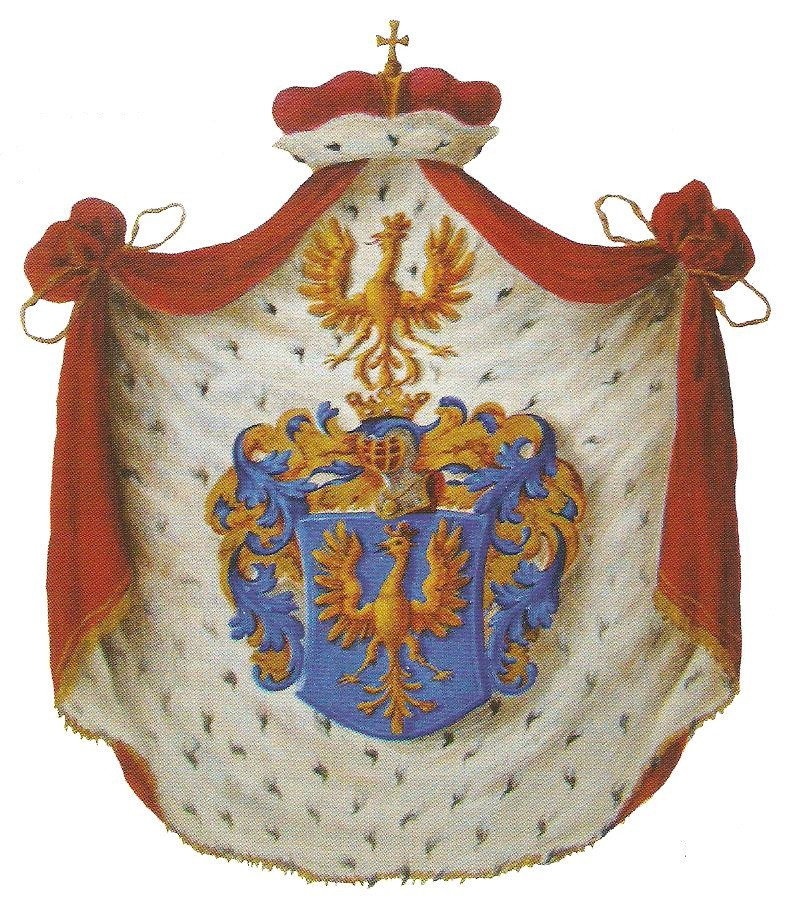
Wizerunek herbu księstwa cieszyńskiego z Księgi Miejskiej Miasta Cieszyna z 1833 roku

Księstwo cieszyńskie (łac. Ducatus Tessinensis, niem. Herzogtum Teschen, cz. Těšínské knížectví) – księstwo ze stolicą w Cieszynie, istniejące w latach 1290–1918. W latach 1290–1653 znajdowało się pod panowaniem miejscowej linii Piastów. W 1653 roku przeszło pod panowanie Habsburgów. Od 1722 roku książęta cieszyńscy pochodzili z dynastii książąt lotaryńskich, w latach 1767–1822 z dynastii Wettynów, a od 1822 do 1918 roku z dynastii Habsburgów lotaryńskich.

## Historia
W 1281 lub 1282 roku doszło do podziału piastowskiego księstwa opolsko-raciborskiego pomiędzy synów księcia Władysława opolskiego. Najstarszy syn Władysława, Mieszko, wspólnie z bratem Przemysławem odziedziczył Księstwo raciborskie. Około 1290 roku obaj bracia rozdzielili swe kompetencje i dokonali podziału podległego im obszaru na 2 części. Mieszko otrzymał rozległe tereny pomiędzy rzekami Ostrawicą na zachodzie i Skawą/Skawinką na wschodzie, tj. kasztelanie cieszyńską i oświęcimska. Na obszarze tym istniały już dwa ważne miasta, Cieszyn i Oświęcim, kilka osad targowych i ok. 70 wsi. Cieszyn został obrany na siedzibę księcia i stolicę podległych mu terenów. Sam Mieszko stał się założycielem linii Piastów cieszyńskich, panującej do 1653 roku. Jemu przypisuje się inicjatywę przeprowadzenia kolonizacji na prawie niemieckim. Dokument Liber fundationis episcopatus Vratislaviensis z około 1305 wymienia tylko w cieszyńskiej części księstwa około 70 nowych miejscowości, założonych podczas tzw. kolonizacji łanowo-czynszowej. Większość osadników była pochodzenia etnicznie polsko-śląskiego, etnos niemiecki był w zdecydowanej mniejszości, natomiast stanowił większość na terenie tzw. bielskiej wyspy językowej.

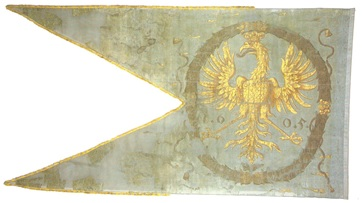
Sztandar księstwa cieszyńskiego sporządzony na zlecenie Adama Wacława, księcia cieszyńskiego w 1605 roku.

Zapewne w 1315 roku nastąpił podział księstwa pomiędzy synów Mieszka na części cieszyńską i oświęcimską, wzdłuż rzeki Białej. 18 lutego 1327 roku książę Kazimierz I, który objął cieszyński tron książęcy i złożył w Opawie hołd lenny królowi czeskiemu Janowi Luksemburskiemu. Odtąd księstwo cieszyńskie stanowiło lenno korony czeskiej z zachowaniem dużej autonomii wewnętrznej.
XIV i XV wiek to dalszy rozwój księstwa, zarówno gospodarczy, jak i społeczny. Najważniejszymi ośrodkami miejskimi były w tym czasie Cieszyn, Bielsko, Frydek, Frysztat i Skoczów. Księstwo cieszyńskie, pomimo peryferyjnego położenia, za sprawą księcia Przemysława Noszaka, piastującego ważne urzędy w cesarstwie, miało nieproporcjonalnie duże znaczenie na Śląsku. W XV i XVI wieku rozwój księstwa nadal postępował. Z racji położenia na drodze z Moraw i Czech do Krakowa było ważnym ośrodkiem wymiany handlowej.
Kłopoty finansowe księcia Wacława I zmusiły go do sprzedaży w dniu 30 grudnia 1443 roku księstwa siewierskiego biskupowi krakowskiemu Zbigniewowi Oleśnickiemu (od tego czasu ziemia siewierska przestała być traktowana jako część Śląska).
Najwcześniej w 1545 roku książę Wacław III Adam uznał luteranizm za oficjalne wyznanie w księstwie cieszyńskim, choć wyznanie samego księcia jest trudne do jednoznacznego ustalenia aż do lat 60. XVI wieku. Jednocześnie na skutek rozrzutności synów księcia nastąpiło znaczne uszczuplenie majątku książęcego, który w części został sprzedany w prywatne ręce. Do tej pory cały obszar księstwa był w bezpośrednim władaniu księcia bądź jego wasali. W 1572 roku z księstwa cieszyńskiego zostały wydzielone państwa stanowe niższego rzędu: bielskie (przekształcone w 1752 roku w księstwo), frysztackie i frydeckie. W 1609 roku książę Adam Wacław przeszedł na katolicyzm. Rozpoczął się okres kontrreformacji, który miał tragiczne skutki demograficzne dla księstwa.
W 1618 roku wybuchła wojna trzydziestoletnia, w trakcie której wielokrotnie przez księstwo cieszyńskie przechodziły oddziały wojsk, pustosząc region i dziesiątkując ludność. W efekcie nastąpił upadek ekonomiczny i gospodarczy księstwa. W 1653 roku zmarła księżna Elżbieta Lukrecja, która była ostatnią przedstawicielką rodu Piastów na cieszyńskim tronie książęcym (nie powiodła się jej próba przekazania tronu ostatnim biologicznym potomkom cieszyńskich Piastów – baronom von und zu Hohenstein). Tytuł księcia cieszyńskiego przeszedł na królów czeskich, którymi od 1526 roku byli Habsburgowie. Druga połowa XVII i początek XVIII wieku to dalszy upadek księstwa. Habsburscy książęta, oprócz wydawania dekretów kontrreformacyjnych oraz czerpania zysków z działalności Komory Cieszyńskiej, nie interesowali się losami regionu.
W latach 1740–1763 trwały wojny śląskie pomiędzy Austrią i Prusami, w wyniku których niemal cały Śląsk przeszedł w ręce pruskie, zaś przy Austrii pozostały tylko księstwa cieszyńskie i opawskie, z których utworzono prowincję Śląsk Austriacki. Był to początek niezależnego od reszty Śląska rozwoju kulturowego i gospodarczego księstwa cieszyńskiego. Dzięki temu np. opóźniony został napływ germanizmów do gwary cieszyńskiej w zasadzie do XIX wieku. W 1772 roku nastąpił I rozbiór Polski, w wyniku którego do Austrii przyłączone zostało graniczące z Księstwem Cieszyńskim Królestwo Galicji i Lodomerii. Fakt ten miał bardzo duży wpływ na rozwój gospodarczy księstwa. Już w 1772 roku książę Albert Sasko-Cieszyński polecił wybudowanie pierwszej huty żelaza w Ustroniu, która stała się zalążkiem przemysłu ciężkiego w księstwie. W latach 1780 do 1785 przebudowano dawny szlak solny w tzw. „drogę cesarską” z Wiednia do Lwowa (zobacz trakt środkowogalicyjski), która przebiegała przez księstwo cieszyńskie. Rozwijała się też oświata, bowiem w 1774 roku wprowadzono w księstwie obowiązek szkolny. W 1783 utworzono obwód cieszyński w ramach gubernium morawsko-śląskiego, co odbiło się np. we wprowadzeniu morawskich podręczników do szkół ludowych.
XIX wiek to gwałtowny rozwój gospodarczy i społeczny księstwa cieszyńskiego. W 1802 roku w Cieszynie ks. Leopold Szersznik założył pierwsze na dzisiejszych ziemiach polskich publiczne muzeum (istniejące dziś jako Muzeum Śląska Cieszyńskiego). W 1805 roku, w wyniku zagrożenia Wiednia przez wojska Napoleona, dwór cesarski przeniósł się do Cieszyna, który na kilka miesięcy stał się stolicą cesarstwa. W latach 30. XIX wieku nastąpił gwałtowny rozwój przemysłu (sukiennictwo w Bielsku, górnictwo w Karwinie i Polskiej Ostrawie, uruchomienie ogromnej huty w Trzyńcu). W krótkim czasie księstwo cieszyńskie stało się jednym z najzamożniejszych i najlepiej rozwiniętych regionów cesarstwa.
1848 rok to okres Wiosny Ludów, który oznaczał ostateczne zniesienie pańszczyzny, równouprawnienie wyznań oraz początki polskiego ruchu narodowościowego na Śląsku Cieszyńskim. W 1849 roku do Szonychla (Bogumina) dotarła kolej żelazna, którą 10 lat później przedłużono do Krakowa. Wkrótce powstały kolejne linie: Bogumin-Cieszyn-Żylina-Koszyce w 1869 roku i Frydek-Cieszyn-Skoczów-Bielsko w 1888 roku. Do końca XIX wieku dalszy rozwój gospodarczy, społeczny i kulturowy. W latach 80. XIX wieku nastąpił dynamiczny przyrost imigracji z Galicji, jak również rozwój dotąd słabego czeskiego ruchu narodowego.
Od roku 1848 dokumenty urzędowe dla Śląska Cieszyńskiego wydawane były w języku polskim. Spis ludności z 1910 roku stwierdził, że mieszkało tu 434 tys. ludzi, z czego 55% (ok. 234 tys.) to Polacy, 27% (ok. 116 tys.) to Czesi, a 18% (ok. 77 tys.) to Niemcy. W austriackich spisach ludności z lat 1880 do 1910 nie było pytania o narodowość, a o język potoczny (niem. Umgangssprache), który nie pokrywał się z poczuciem narodowościowym, gdzie większy wgląd dawały wyniki wyborów parlamentarnych, przede wszystkim z lat 1907 i 1911. W 1914 roku wybuchła I wojna światowa. Duży był udział mieszkańców księstwa w Legionach Piłsudskiego. W 1916 roku sztab generalny armii austro-węgierskiej przeniósł się do Cieszyna.
W październiku 1918 roku nastąpił ostateczny upadek monarchii austro-węgierskiej. W dniach 12–19 października 1918 roku utworzyła się Rada Narodowa Księstwa Cieszyńskiego, która miała zamiar przejąć władzę w księstwie cieszyńskim. Był to pierwszy nieformalny rząd polski. W dniach 31 października/1 listopada 1918 roku miał miejsce bezkrwawy zamach wojskowy, w wyniku którego Rada Narodowa Księstwa Cieszyńskiego przejęła oficjalnie władzę z rąk austriackich. Był to oficjalny koniec istnienia księstwa cieszyńskiego, choć nazwy tej używano nadal jeszcze do 1920 roku.
5 listopada 1918 roku zawarto porozumienie pomiędzy RNKC a tymczasowymi, czeskimi władzami w Księstwie, Zemským národním výborem pro Slezsko, w którym ustalono przebieg przyszłej polsko-czechosłowackiej granicy na zasadach etnicznych (76% obszaru księstwa dla Polski). Podział ten był zgodny z oczekiwaniami strony polskiej, jednak strona czechosłowacka zgłaszała pretensje do całego Śląska Cieszyńskiego, powołując się na wielowiekową podległość tych ziem wobec Królestwa Czeskiego.
23 stycznia 1919 roku, wykorzystując uwikłanie Polski w wojnę z Rosją Sowiecką, oddziały czechosłowackie zaatakowały Śląsk Cieszyński, przekraczając wyznaczoną linię demarkacyjną. Słaba obrona polska zatrzymała je na linii Wisły 30 stycznia i doszło do zawieszenia broni. Wojna na długie lata zaważyła na stosunkach polsko-czechosłowackich. 3 lutego w Paryżu zostało podpisane porozumienie polsko-czechosłowackie, w którym podzielono Śląsk Cieszyński na dwie strefy okupacyjne wzdłuż nowej linii demarkacyjnej, którą stanowiła linia Kolei Koszycko-Bogumińskiej. 28 lipca 1920 roku, po zrezygnowaniu z planowanego plebiscytu, paryska Rada Ambasadorów dokonała ostatecznego podziału księstwa cieszyńskiego pomiędzy Polskę i Czechosłowację.
Żadna ze stron konfliktu nie była w pełni zadowolona z decyzji podziału. Z punktu widzenia Polski po stronie czeskiej pozostało kilkaset tysięcy Polaków, w większości wysoko uświadomionych narodowo. Czesi liczyli na zwycięstwo w plebiscycie i przyznanie całego regionu, co przy uwzględnieniu geografii regionu i zwycięstwa grup społecznych w różnych częściach regionu nie było niemożliwe. Strona polska zakładała zwycięstwo dzięki głosom polskojęzycznej większości (55% w ostatnim austriackim spisie w 1910), z poparciem części Niemców. Była to jednak założenie realnie zbyt optymistyczne, zarówno w przypadku Niemców, jak i rodzimej ludności. Analiza wyników wyborczych z czasów austriackich sugeruje, że antypolscy
ślązakowcy stanowili przynajmniej 20% ludności polskojęzycznej, 10 do 12% ludności całego regionu. Ponadto w roku 1920 nastroje proczechosłowackie się wzmocniły. W najgorszym przypadku strona polska, przeciwko wszystkim przeciwnym głosom, mogła przegrać różnicą kilku do nawet kilkunastu procent. Według obliczeń środowisk ślązakowskich nawet w 60% do 70% gminach całego regionu wygrałaby opcja czechosłowacka. W wypadku zwycięstwa Czechosłowacji w plebiscycie geograficzne rozłożenie powyższych grup wyborców, uświadomionych narodowo Polaków w części środkowej i północno-zachodniej regionu, a ślązakowców i Niemców w części wschodniej, mogła pociągnąć za sobą gorszy z punktu widzenia Polski podział, niż ten dokonany przez Radę Ambasadorów.
W Polsce tę część księstwa, która pomimo zamieszkiwania przez Polaków znalazła się w Czechosłowacji, określono – od rzeki granicznej – Zaolziem.

## Mapy

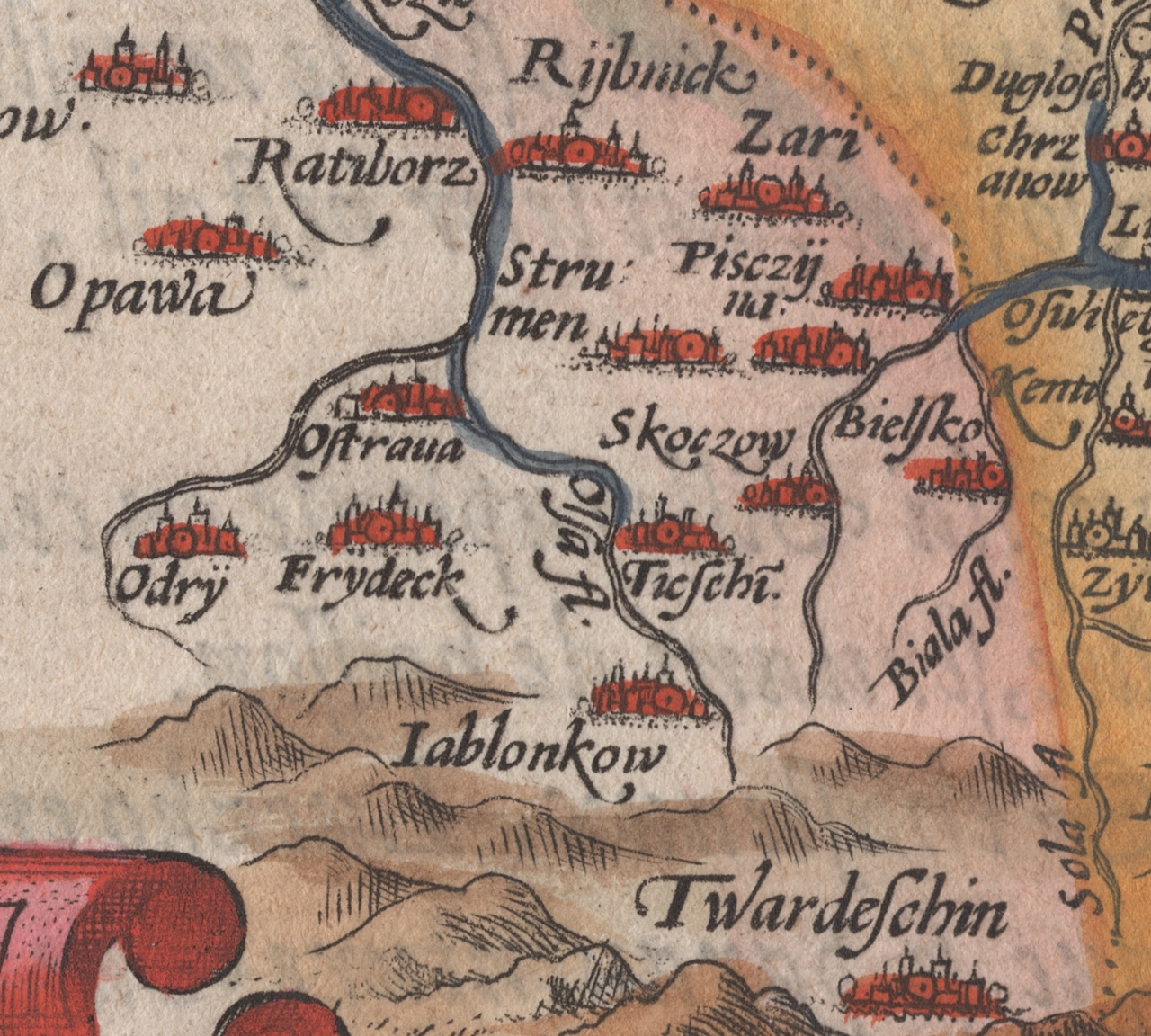
1570 (Wacław Grodziecki)
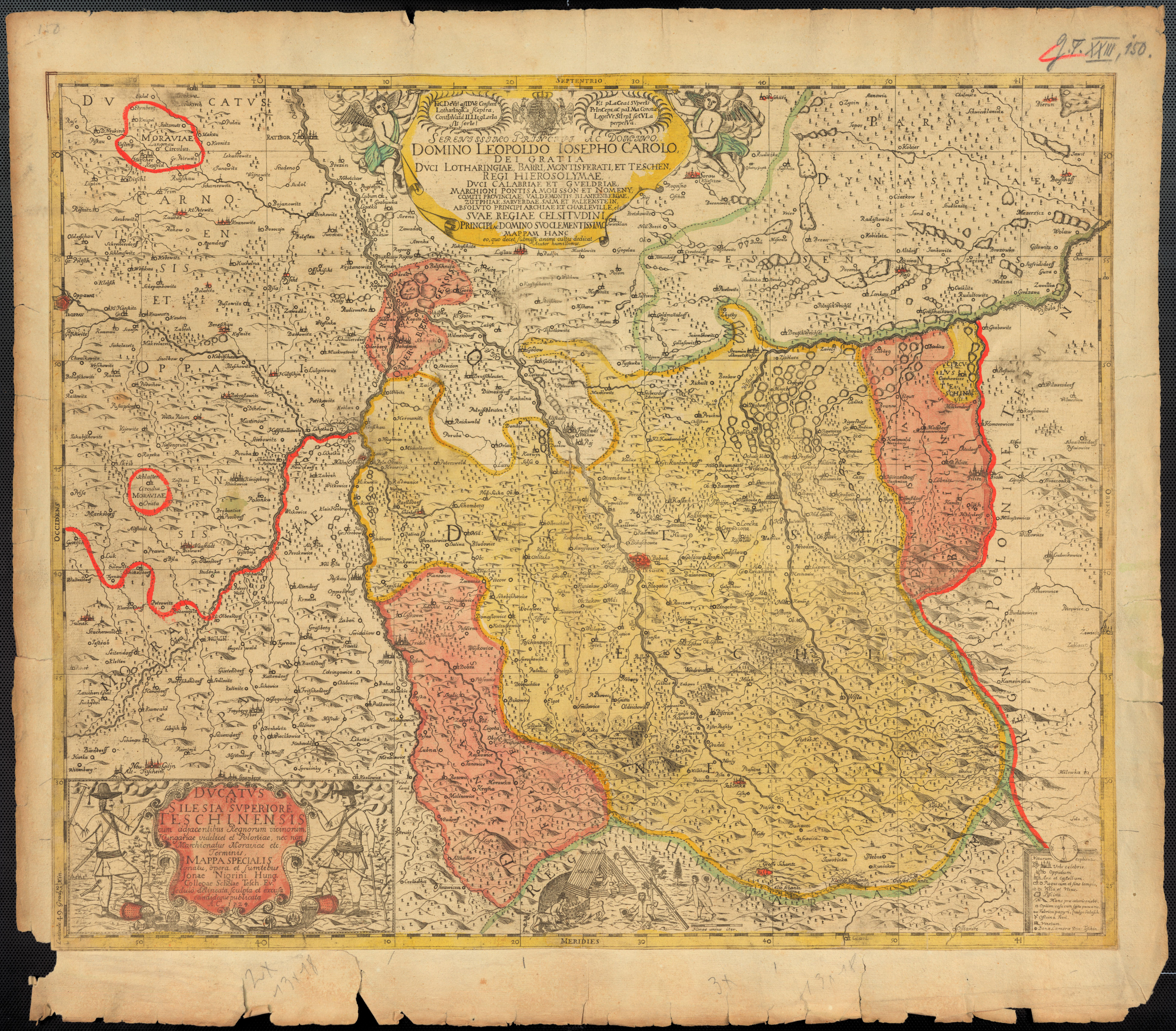
1724 (Jonas Nigrinus)
1736 (Matthäus Schubarth)
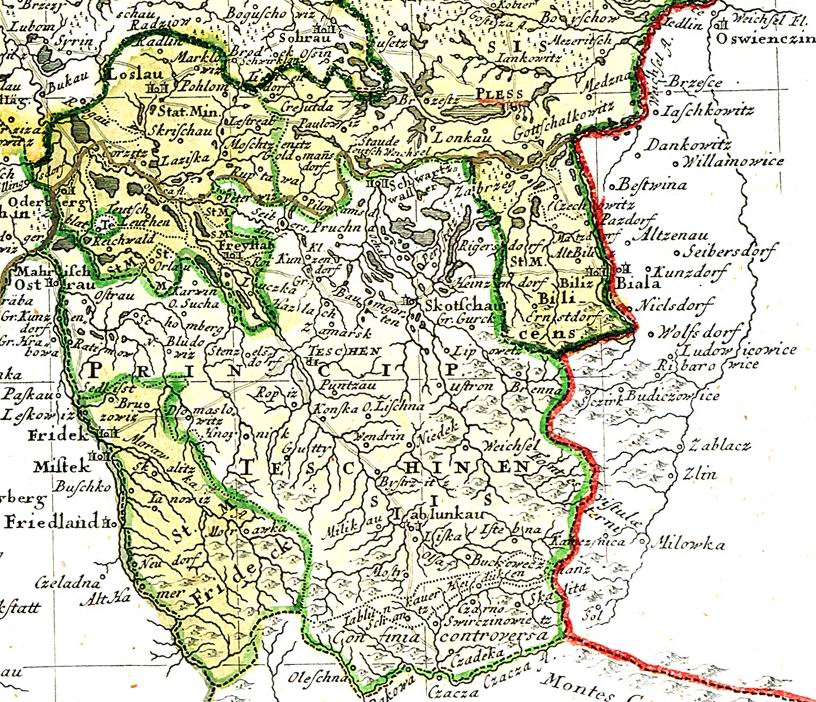
1746 (Johann Homann)
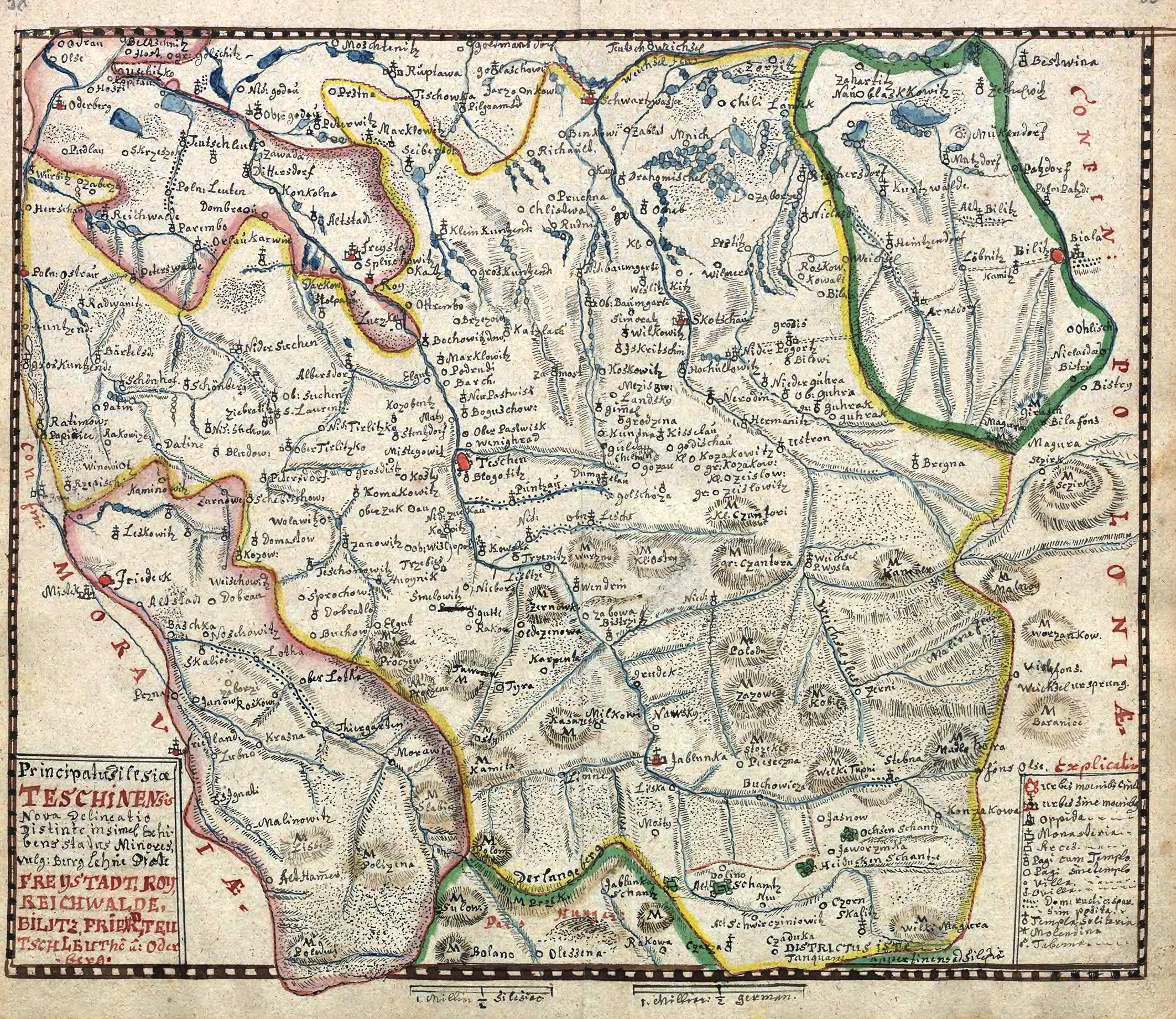
1750 (Friedrich Bernhard Wernher)
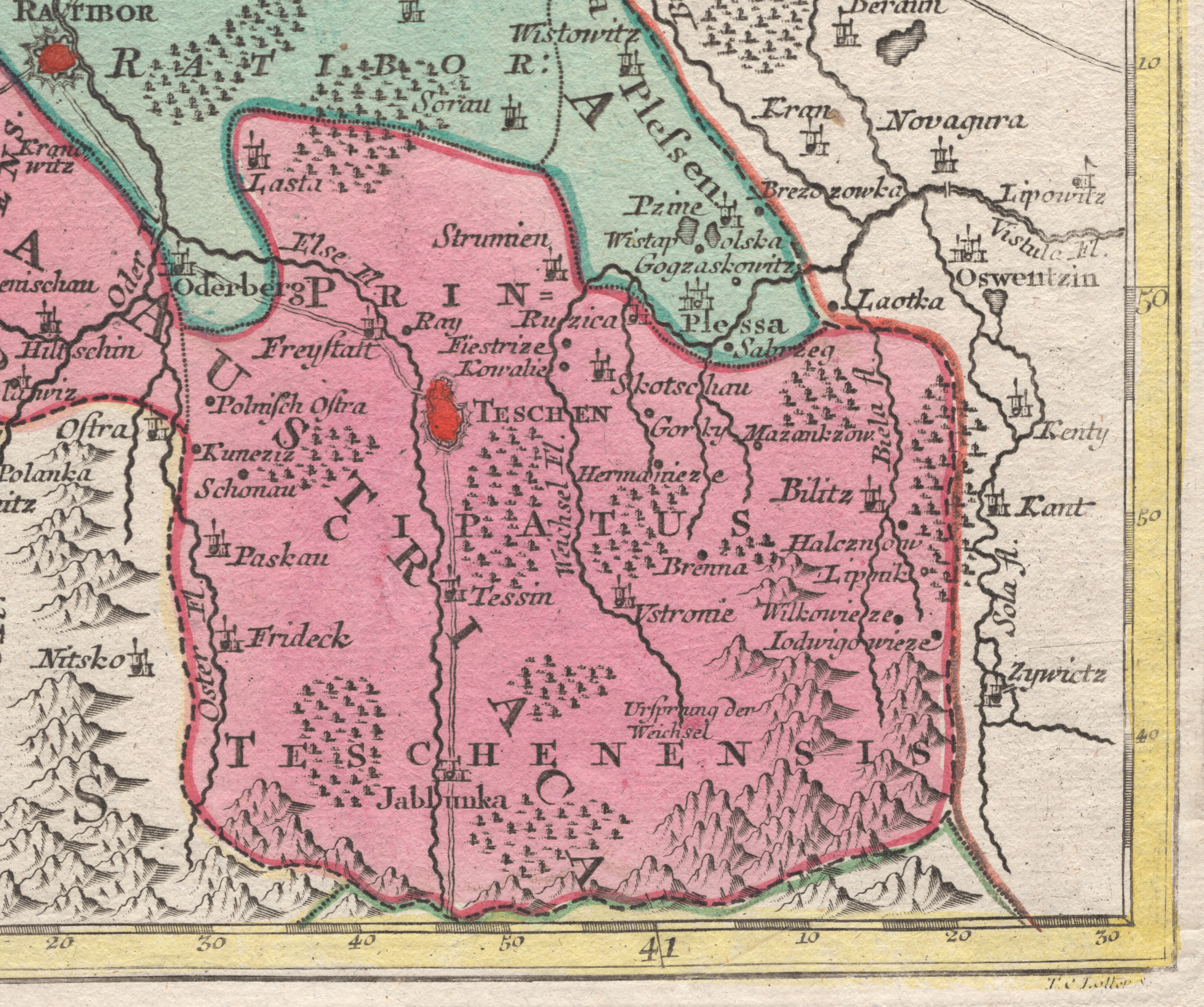
1758 (Tobias Lotter)
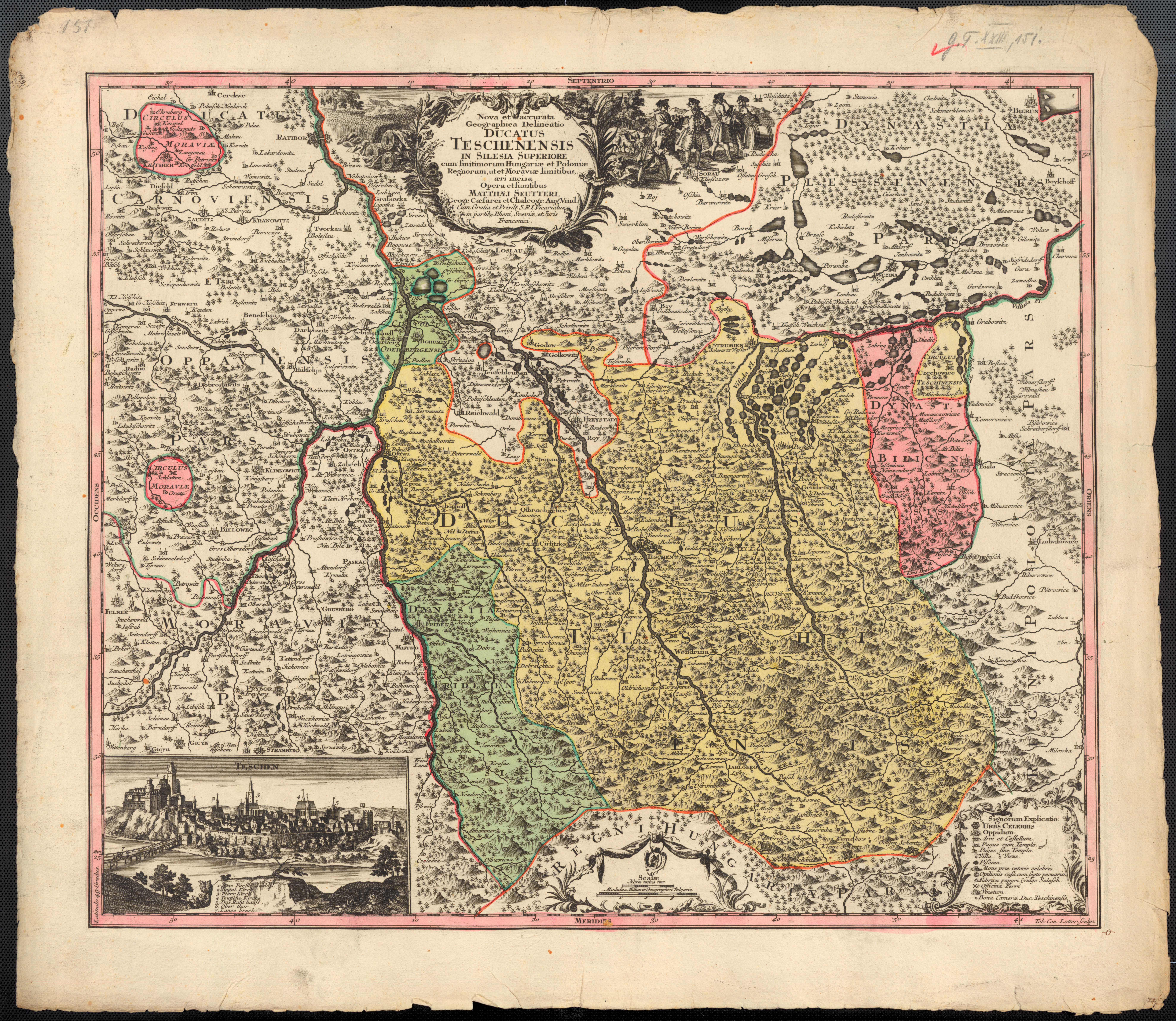
Matthäus Seutter
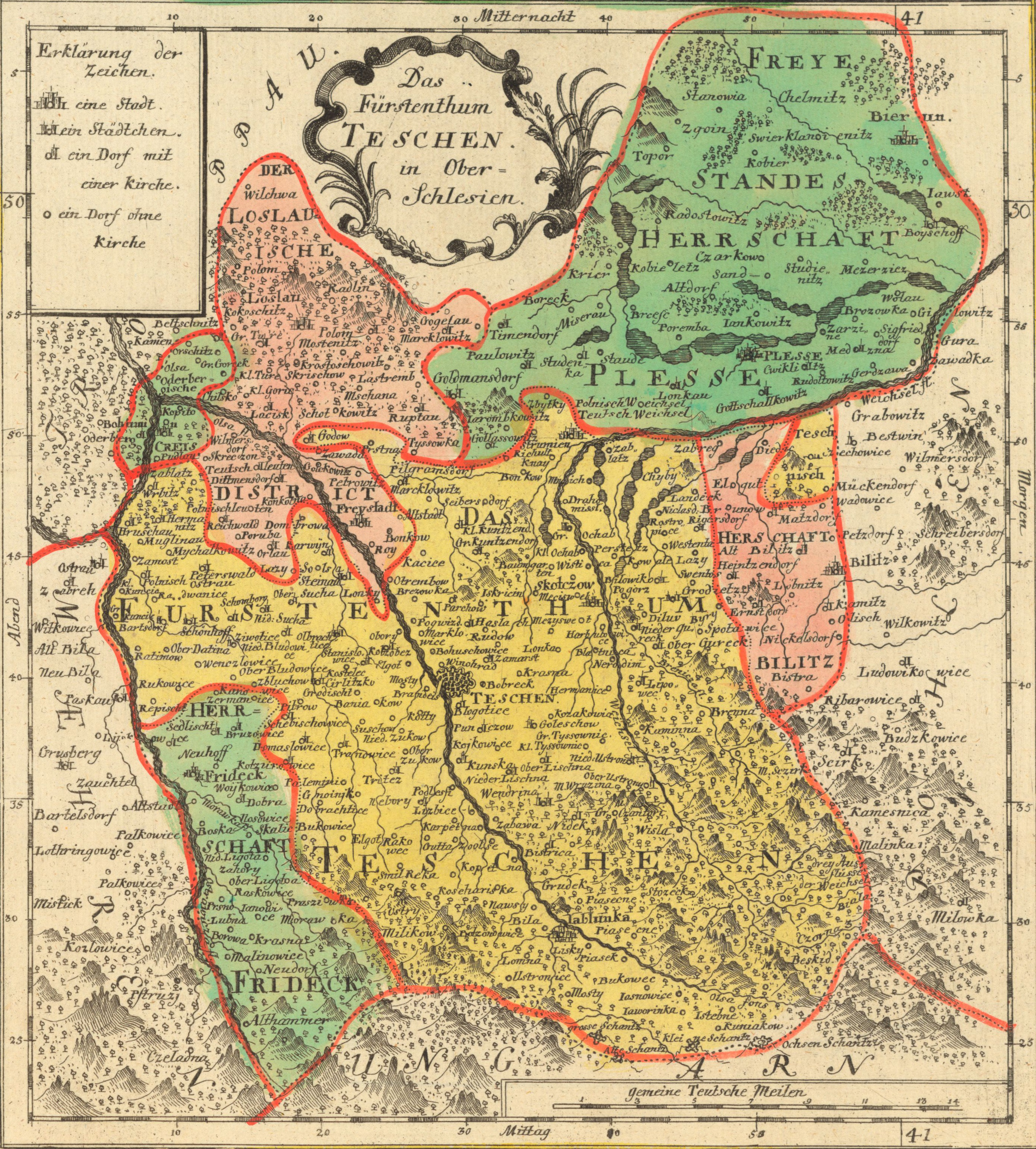
David Schleuen
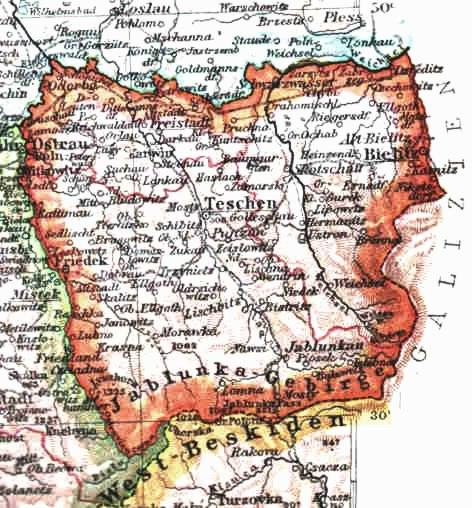
Niemieckojęzyczna mapa księstwa cieszyńskiego z 1893 roku
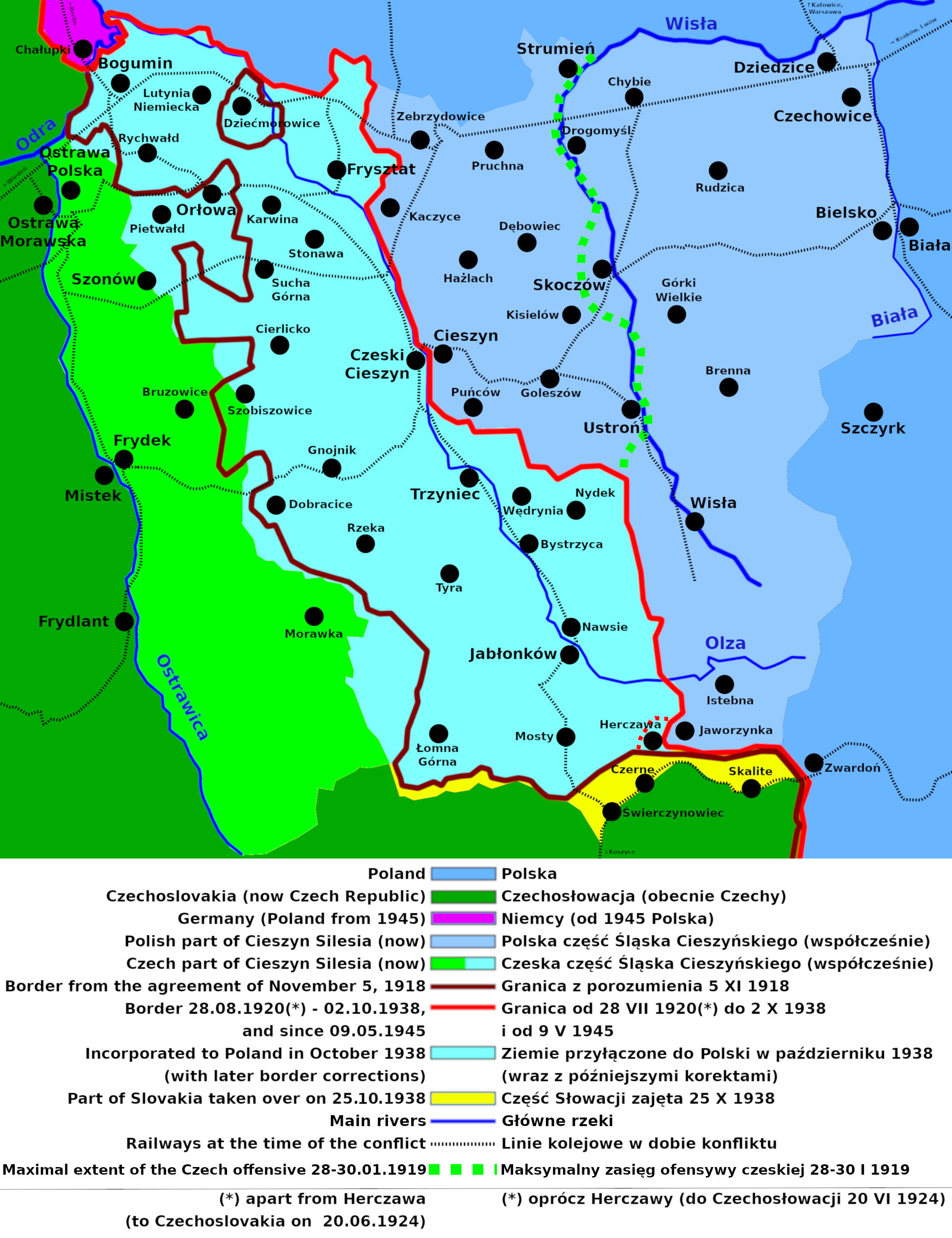
Mapa Śląska Cieszyńskiego i podział jego terytorium